# Quadro negro (computação)
Sistema Blackboard ou Quadro Negro é uma aplicação de inteligência artificial baseada no modelo de arquitetura blackboard, onde uma base de conhecimento comum, o "quadro-negro", é iterativa atualizado por um grupo diversificado de fontes de conhecimentos específicos, começando com uma especificação do problema e termina com uma solução. Cada fonte de conhecimento atualiza o quadro-negro com uma solução parcial, quando os seus condicionalismos internos correspondem ao estado negro. Desta forma, os especialistas trabalham juntos para resolver o problema. O modelo de quadro-negro foi originalmente concebido como uma forma de lidar com problemas complexos e mal definidos, onde a solução é a soma de suas partes.

## Metáfora
O cenário a seguir fornece uma simples metáfora que dá algumas dicas sobre como o sistema blackboard funciona: Um grupo de especialistas está sentado em uma sala com uma pedra grande. Eles trabalham como uma equipe elencando ideias para buscar uma solução para o problema, usando o quadro-negro como o trabalho cooperativo para o desenvolvimento da solução. A sessão começa quando as especificações do problema são gravados na pedra. Os especialistas de todo o relógio na lousa, procurando uma oportunidade de aplicar seus conhecimentos para a solução de desenvolvimento. Quando alguém escreve algo no quadro negro que permite que outro especialista para aplicar os seus conhecimentos, os registros segundo especialista o seu contributo no quadro-negro, esperemos que permitam outros especialistas para, em seguida, aplicar os seus conhecimentos. Este processo de adição de contribuições para o quadro-negro continua até que o problema foi resolvido.

## Componentes
A aplicação do sistema negro consiste em três componentes principais:
1. Os módulos de software especializados, que são chamados de fontes de conhecimento (KSS). Como os especialistas humanos em um quadro-negro, cada fonte de conhecimento proporciona conhecimentos específicos necessários para a aplicação. A capacidade de suporte à interação e cooperação entre diversas SKs cria uma enorme flexibilidade na concepção e manutenção de aplicativos. Como o ritmo da tecnologia se intensificou, torna-se cada vez mais importante para ser capaz de substituir os módulos de software que se tornam ultrapassadas ou obsoletas.
2. O quadro, um repositório compartilhado de problemas, soluções parciais, sugestões e contribuíram com informações. O negro pode ser pensado como uma biblioteca dinâmica "das contribuições para o problema atual que foram recentemente" publicado "por outras fontes de conhecimento.
3. O shell de controle, que controla o fluxo da atividade de resolução de problemas no sistema. Assim como os especialistas ansioso humanos precisam de um moderador para impedi-los de atropelamento em um traço louco para pegar o giz, KSS precisa de um mecanismo para organizar a sua utilização na forma mais eficaz e coerente. Em um sistema de quadro-negro, este é fornecido pelo shell de controle.

## Implementações
Como exemplos famosos de início de sistemas de quadro-negro escolar são os boatos II sistema de reconhecimento de fala e Copycat Douglas Hofstadter e projetos Numbo. Exemplos mais recentes incluem implantado aplicações do mundo real, como o Plano de Componente do Sistema de Controle da Missão RADARSAT-1, um satélite de observação da Terra desenvolvido pelo Canadá para acompanhar a evolução do ambiente e recursos naturais da Terra.

## Vantagens e desvantagens
Dentre as Vantagens da utilização do Estilo Arquitetural Quadro Negro pode-se citar a facilidade na remoção e edição de componentes (Manutenabilidade) e a flexibilidade para recombinação, uma vez que o processamento de um componente independe do outro. Dentre as Desvantagens da utilização do Quadro Negro pode-se citar o fato de a célula de conhecimento "passear" pelo Quadro Negro em busca de uma solução se fazer necessária e também a redundância no processamento de múltiplos componentes para o mesmo problema.